# Ferdinand d'Orléans (1844-1910)
Pour les articles homonymes, voir Ferdinand d'Orléans.
Signature

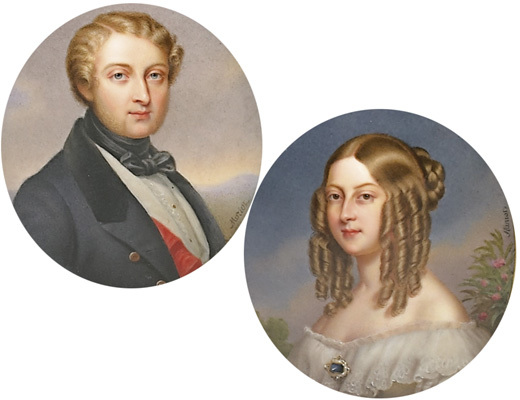
Le duc et la duchesse de Nemours.

Ferdinand Philippe Marie d'Orléans, duc d'Alençon, né le 12 juillet 1844 à Neuilly-sur-Seine et mort le 29 juin 1910 à Wimbledon est un membre de la maison d’Orléans et descendant du roi des Français Louis-Philippe Ier.

## Famille
Petit-fils du roi des Français Louis-Philippe Ier, le duc d'Alençon est le second fils de Louis d'Orléans (1814-1896), duc de Nemours, et de son épouse la princesse Victoire de Saxe-Cobourg-Kohary (1822-1857). Il est prénommé Ferdinand-Philippe en hommage à son oncle, le Prince Royal, décédé accidentellement deux ans avant sa naissance et  titré duc d'Alençon pour répondre favorablement à une requête des habitants de cette ville lors d'une visite du duc et de la duchesse de Nemours l'année précédente. L'enfant est alors au cinquième rang de la succession au trône.
Par son père, le prince est le petit-fils du roi des Français Louis-Philippe Ier (1773-1850) et de la reine Marie-Amélie de Bourbon (1782-1866), née princesse des Deux-Siciles, tandis que, par sa mère, il descend de Ferdinand de Saxe-Cobourg-Saalfeld (1785-1851) et d’Antoinette de Kohary. Il est donc le neveu du roi Ferdinand II de Portugal. S'il est le petit-neveu du roi des Belges Léopold Ier par sa mère, il est un neveu de la reine Louise-Marie par son père. Le roi Ferdinand Ier de Bulgarie est son cousin germain. Son frère épouse en 1864 l'héritière du trône brésilien.
Le prince est également allié aux familles royales de Grande-Bretagne, du Portugal et, plus tard, de Bulgarie, de Prusse, de Hesse, de Russie, de Suède, de Norvège et d'Espagne et des Deux-Siciles.
Le 28 septembre 1868, il épouse à Possenhofen la princesse Sophie-Charlotte de Wittelsbach (1847-1897), dernière fille du duc Maximilien en Bavière (1808-1888) et de son épouse la princesse Ludovica de Bavière (1808-1892), elle-même fille du roi Maximilien Ier de Bavière (1756-1825).
La princesse Sophie-Charlotte est, entre autres, la sœur de l'impératrice Élisabeth d'Autriche, plus connue sous le nom de Sissi, et de la reine Marie des Deux-Siciles, surnommée "l'héroïne de Gaète". 
Le duc et la duchesse d'Alençon ont deux enfants :
- Louise d'Orléans (1869-1952) qui s'unit au prince Alphonse de Bavière (1862-1933), infant d'Espagne.
- Emmanuel d'Orléans (1872-1931) duc de Vendôme qui, après une liaison avec Mlle Louise de Maillé et la naissance d'un enfant naturel, épouse la princesse Henriette de Belgique (1870-1948), sœur du roi Albert Ier de Belgique.

## Biographie

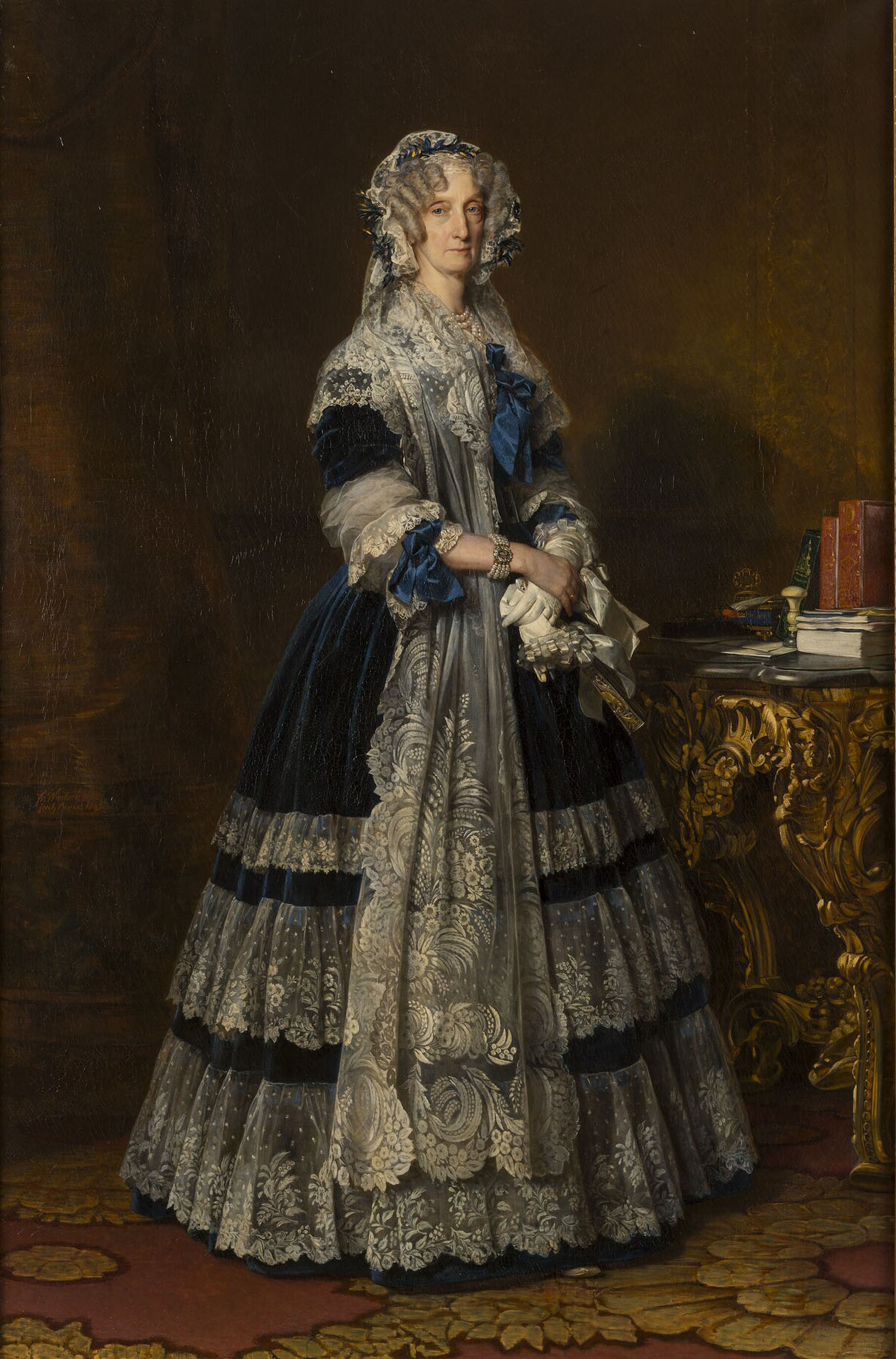
La reine Marie-Amélie en 1842 (Winterhalter).

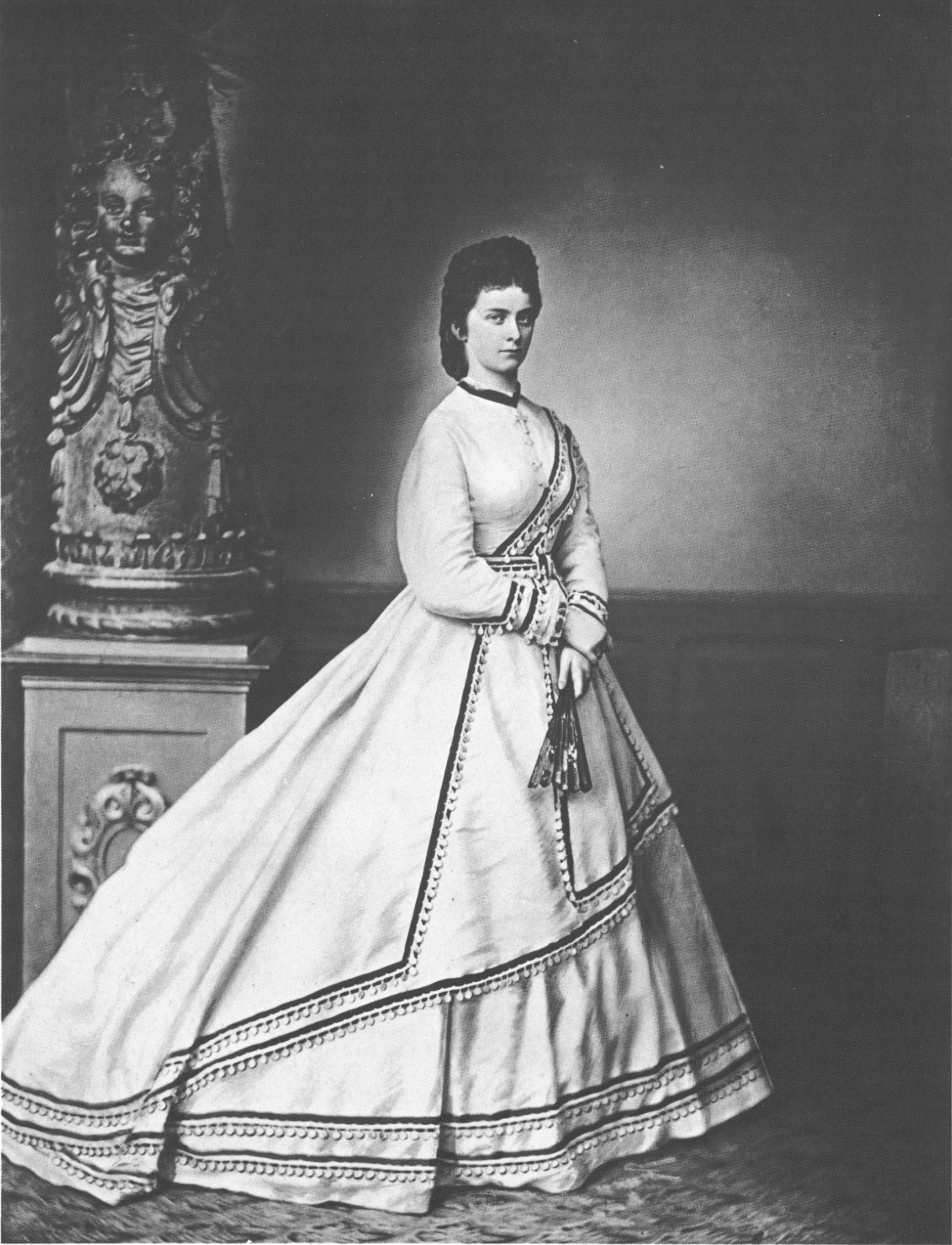
La duchesse Sophie en Bavière.

En février 1848, confronté à une nouvelle révolution française, le roi Louis-Philippe Ierabdique et la famille royale s'exilent en Grande-Bretagne. Ses parents, le duc et la duchesse de Nemours, s'installent auprès de l'ex-roi des Français  au château de Claremont. Ferdinand, petit prince de trois ans et demi sera élevé sur une terre accueillante mais étrangère.
L'enfance du duc d'Alençon est particulièrement austère. Son père, Louis d'Orléans, duc de Nemours témoigne peu de tendresse à ses enfants et les élève à la dure, pensant ainsi les aguerrir. Malgré tout, le duc d'Alençon reste très proche de son père et celui-ci jouit toute sa vie d'une grande influence sur lui. Sa mère, la princesse Victoire, meurt en couches en 1857, alors qu'il est à peine âgé de 13 ans. Sa grand-mère, la reine Marie-Amélie s'occupe avec beaucoup de tendresse de l'éducation de son « petit sonnet » et de ses frères et sœurs. 
En 1861, après deux années passées à l'Old Royal High School à Édimbourg, Alençon étudie le métier des armes à l'école militaire de Ségovie puis, étant interdit de séjour en France comme tous les membres de sa famille, il s'engage en tant qu'officier dans l'armée espagnole (dont son oncle, le duc de Montpensier, fait partie). 
En 1866, Ferdinand et son cousin Louis d’Orléans, prince de Condé, embarquent à Southampton sur le Mongolia, un navire de l’armateur britannique P&O à destination de l’Égypte. Ils débarquent à Alexandrie où Ferdinand laisse son cousin poursuivre sa route, afin de visiter le pays. Entre-temps, sa grand-mère est décédée en Angleterre en 1866 à l'âge de 84 ans.   
Fidèle à sa souveraine, Isabelle II d'Espagne, le prince participe à un corps expéditionnaire chargé de réprimer une insurrection aux Philippines. Sa bravoure lui vaut le grade de capitaine mais il démissionne quand la reine est déposée en 1868. 
En 1868, le prince épouse la duchesse Sophie-Charlotte de Wittelsbach, sœur de l'impératrice d'Autriche et de l'ex-reine des Deux-Siciles. La jeune fille avait été auparavant fiancée à son cousin le roi Louis II de Bavière mais leurs fiançailles avaient été rompues, laissant la jeune fille dans l'embarras. Le couple désargenté s'installe en Angleterre, dans la demeure du duc de Nemours. 
Au printemps 1870, le nouveau gouvernement espagnol songe à rétablir la monarchie et propose la couronne au duc d'Alençon. Par loyauté envers l'ex-reine Isabelle II mais aussi pour ne pas contrarier les ambitions de son oncle, le duc de Montpensier, beau-frère de l'ex-reine, Ferdinand décline la proposition. "Mon titre de Français m'était plus cher que tout" écrira-t-il plus tard.
Quand éclate la guerre franco-prussienne de 1870, le duc d'Alençon fait savoir au gouvernement de Napoléon III qu'il désire ardemment participer aux combats, même en tant que soldat de seconde classe. Mais l'armée française rejette la requête du prince (comme celles de tous ses parents Orléans), ainsi que l'ordonne le gouvernement de Napoléon III. 
Le jeune couple Alençon vit heureux, en Sicile puis à Rome, chez le roi des Deux-Siciles, pour soigner la santé de la duchesse, fortement fragilisée par un premier accouchement. Soupçonnés à tort de préparer avec les deux ex-souverains le rétablissement des Bourbons sur le trône des Deux-Siciles, le « duc et la duchesse d'Alençon », pour ne pas causer d'embarras à leurs parents, quittent l'Italie et s'installent à Méran et à Mentelberg, dans le Tyrol autrichien (actuellement en Italie). La duchesse y donne le jour à son second et dernier enfant, Emmanuel, alors que le duc est à Paris avec son père en train de préparer la venue de sa famille dans sa patrie. 
Rentré en France après la chute du Second Empire, Ferdinand d'Orléans peut enfin devenir officier dans l'armée de ce pays qu'il vénère sans le connaître vraiment puisqu'il l'a quitté à l'âge de 4 ans. Le couple s'installe à Vincennes avec ses deux enfants.

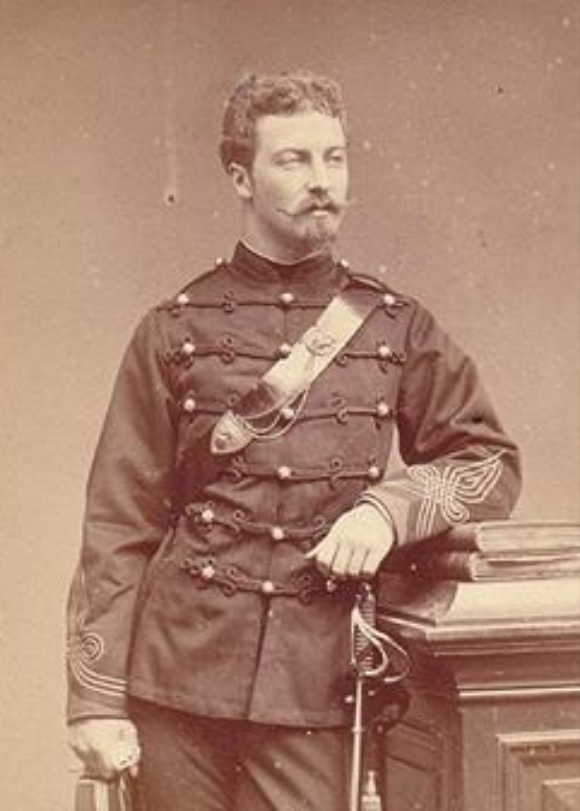
Le prince Ferdinand d'Orléans, duc d'Alençon

Apprécié de ses soldats mais malmené par certains de ses supérieurs hiérarchiques à cause de sa naissance royale, Ferdinand d'Orléans est cependant à nouveau écarté de la vie militaire par la loi d'exil de 1886, qui exclut les Orléans et les Bonaparte de l'armée et condamne les prétendants au trône français à un nouvel exil. Ferdinand choisit pourtant de ne pas accompagner son cousin le comte de Paris en exil et reste vivre dans la capitale française par patriotisme.
Comme sa femme, devenue tertiaire dominicaine en 1876, le duc d'Alençon devient membre du tiers-ordre franciscain et consacre une bonne partie de son temps aux bonnes œuvres. 
Pour le comte de Chambord, Ferdinand était son "préféré" de la famille d'Orléans comme le rappelleras sa nièce la duchesse de Madrid en 1883. 
Après la mort tragique en 1886 de son premier fiancé, Louis II de Bavière, la duchesse d'Alençon se réfugie compulsivement dans une histoire d'amour adultérine. Ferdinand la fait alors soigner dans une clinique, près de sa famille en Autriche, sous la garde bienveillante de son beau-frère le duc Charles-Théodore en Bavière, militaire devenu médecin puis ophtalmologue réputé.
En 1891, sa fille Louise épouse un cousin allemand, le prince Alphonse de Bavière. Cinq ans plus tard, le duc de Vendôme épouse la princesse Henriette de Belgique. Si les "Bavière" doivent patienter de longues années avant d'avoir leur premier enfant, très vite les Vendôme rendent Ferdinand grand-père. 
En 1897, la duchesse d'Alençon périt dans l'incendie du Bazar de la Charité. Le duc, brisé et maintenant quinquagénaire, cherche par la suite à prendre l'habit. Ce désir n'est cependant pas exaucé et ce malgré un recours auprès du pape Pie X. Trompant son ennui, le prince commence alors à parcourir l'Europe, utilisant ses relations familiales pour défendre les positions politiques de la France tout en menant une vie de plus en plus évangélique.
Le duc d'Alençon s'éteint en 1910. Son corps et celui de son épouse sont aujourd'hui réunis dans la chapelle royale des Orléans, à Dreux.

## Titulature et décorations

### Titulature
- 12 juillet 1844 - 29 juin 1910 : Son Altesse royale le prince Ferdinand d'Orléans, duc d'Alençon.

### Décorations dynastiques étrangères
- Bailli grand-croix d'honneur et de dévotion de l'ordre souverain de Malte (1891)[2]
- Chevalier de l'ordre de Saint-Hubert (royaume de Bavière, 1868)[2],[3]
- Grand-croix de l'ordre impérial de la Croix du Sud (empire du Brésil, 28 avril 1873)[4]
- Grand-croix de l'ordre de la Maison ernestine de Saxe (maison de Saxe-Cobourg et Gotha, 1868)[5]